# Wyższy Instytut Muzyczny im. Mykoły Łysenki
Wyższy Instytut Muzyczny im. Mykoły Łysenki – ukraińska wyższa szkoła muzyczna, z siedzibą we Lwowie.
W 1891 roku we Lwowie z inicjatywy Anatola Wachnianina utworzono Towarzystwo Chóralne „Bojan”. Celem tego Towarzystwa było rozwijanie kształcenia muzycznego oraz organizacja społeczeństwa ukraińskiego w Galicji. Wkrótce Towarzystwa „Bojan” powstały również w innych miastach Galicji: Przemyślu (1891), Brzeżanach (1892), Stryju (1894), Kołomyi (1895), Stanisławowie (1895), Czortkowie (1898), oraz w Czerniowcach na Bukowinie (1899).
Aby połączyć wszystkie towarzystwa muzyczne w jedną strukturę, i wspólnie utworzyć szkołę muzyczną z ukraińskim językiem wykładowym, delegaci towarzystw z dniem 1 lutego 1903 roku utworzyli Związek Towarzystw Śpiewaczych i Muzycznych (Союз співацьких і музичних товариств). Związek utworzył we Lwowie Wyższy Instytut Muzyczny, który rozpoczął działalność 10 października 1903.
21 kwietnia 1907 nazwę Związek Towarzystw Śpiewaczych i Muzycznych zmieniono na Towarzystwo Muzyczne im. Mykoły Łysenki (Музичне товариство ім. Миколи Лисенка).
Kierownikiem Instytutu do 1908 był Anatol Wachnianin. Po jego śmierci obowiązki kierownicze pełnili Ołena Jasenyćka-Wołoszyn i Wołodymyr Szuchewycz, dopóki w 1910 dyrektorem nie został Stanisław Ludkewycz, który jednocześnie był wykładowcą teorii muzyki. W 1915 roku obowiązki dyrektora Instytutu przejął Wasyl Barwinski, który również wykładał w instytucie teorię muzyki, a także harmonię i grę na fortepianie. Był on dyrektorem do likwidacji Instytutu w 1939 roku.
W 1909 zorganizowano w Instytucie pierwszą orkiestrę salonową pod kierownictwem Iwana Turkewycza. W latach 1910–1911 zmieniono program studiów muzycznych, tworząc trzy kursy po 3 lata, zamiast uprzedniego jednego 8-letniego kursu. Od 1913
Po I wojnie światowej Instytut posiadał już strukturę podobną do zachodnich konserwatoriów – 3 kursy po 4, 4 i 2 lata, i prowadził naukę zarówno dzieci (od 10 roku życia), jak i dorosłych.
Do najbardziej znanych wykładowców Instytutu należeli: Anatol Wachnianin, Stanisław Ludkewycz, Wasyl Barwinski, Mykoła Kołessa, Fiłaret Kołessa, Nestor Niżankiwski, Borys Kudryk, Roman Sawićkyj, Stefania Turkewycz-Łukijanowycz, Odarka Bandriwśka, Zinowij Łyśko, Bohdan Bereżnyćkyj.
Instytut rozpoczął tworzenie filii w innych miastach Galicji (pierwsza powstała w 1913 w Stryju). Następne powstały w Stanisławowie (1921), Drohobyczu (1923), Przemyślu (1924), Sokalu (1926, działała krótko), Tarnopolu (1928), Kołomyi (1929), Jaworowie (1929), Złoczowie (1931), przedmieściach Lwowa (Kleparów, Żółkiewskie, Zamarstynów, Łyczaków, Zniesienie, 1931); w Samborze (1932), Gródku, Czortkowie, Rawie Ruskiej, Chodorowie (połowa lat 30'), Rohatynie (1938).
Po agresji ZSRR na Polskę, okupacji Lwowa przez Armie Czerwoną i aneksji miasta, z dniem 31 grudnia 1939 władze radzieckie połączyły Instytut, konserwatorium Polskiego (wcześniej Galicyjskiego) Towarzystwa Muzycznego, konserwatorium im. Karola Szymanowskiego, oraz Zakład Muzykologii Uniwersytetu Lwowskiego, tworząc Lwowskie Konserwatorium Państwowe im. Mykoły Łysenki.
W 1947 na emigracji w Nowym Jorku rozpoczął działalność Wyższy Instytut Muzyczny Ameryki, będący kontynuacją przedwojennego Instytutu. Był on kierowany przez Romana Sawyckiego, a pracowali w nim profesorowie i absolwenci lwowskiego Instytutu.